# Arctia nigricans
Arctia nigricans là một loài bướm đêm thuộc phân họ Arctiinae, họ Erebidae.